# 保罗·卡朋特·斯坦德利
保罗·卡朋特·斯坦德利（Paul Carpenter Standley，1884年—1963年6月2日）为美国植物学家。